# Efthimis Kulukheris
Efthimis Kulukheris (Karditsa, 10 de març de 1981) és un futbolista grec. Des del 2012 juga de defensa a l'equip Panionios FC.